# Аднкронос
Аднкронос е информационна агенция в Италия. Тя е създадена през 1963 г. чрез сливане на две агенции, „Кронос“ (основана през 1951 г.) и „Адженция ди Нотицие“ (основана през 1959 г.). Централата й се намира в град Рим.
„Аднкронос“ е собственост на „Джузепе Мара Къмюникейшънс“. Негов главен редактор е Джузепе Мара.
Агенцията се разширява и включва „Аднкронос Салуте“, която е здравна агенция. През 2003 г. агенцията създава свой международен офис Adnkronos International, който предоставя новини и репортажи на арабски и английски език, главно от арабския свят.
През юли 2014 г. Аднкронос Интернешънъл подписва споразумение с официалната информационна агенция на Иран – Информационна агенция „Ислямска република“ (ИАИР), за насърчаване на двустранното новинарско сътрудничество.
Италианското издание на Световния алманах „Il libro dei fatti“ се издава от агенцията.